# روباتوموماب
روباتوموماب یک آنتی‌بادی مونوکلونال و ضد سرطانی است که توسط مرک اند کو. و شرینگ-پلاو درحال توسعه است. این آنتی‌بادی به CD221، گیرنده فاکتور ۱ شبه انسولین متصل می‌شود.
آزمایشات بالینی فاز ۲ در بیماران مبتلا به سرطان روده بزرگ، استئوسارکوم و سارکوم اوینگ به پایان رسیده‌است. مرک از آن زمان توسعه خود را متوقف کرده‌است.